# Andrea Martin
Andrea Louise Martin (Portland; 15 de gener de 1947) és una actriu, cantant, autora i comediant estatunidenca. Ha aparegut en pel·lícules com Black Christmas, My Big Fat Greek Wedding, Hedwig and the Angry Inch, en produccions teatrals com la reposició de 2013 de Pippin per la qual va guanyar el Premi Tony a Millor Actriu en un Musical, My Favorite Year, pel qual també va guanyar el Premio Tony per Millor Actriu en un Musical. Martin també ha aparegut a Broadway a Fiddler on the Roof, Oklahoma!, Young Frankenstein, Act One, Le Roi es meurt i en la sèrie televisiva SCTV.
Martin ha rebut cinc nominacions als Premis Tony com a Millor Actriu, més que qualsevol altra actriu en la història d'aquests premis.
Ella actualment interpreta a Marilyn Kessler a la sèrie original de Hulu, Difficult People.

## Primers anys
Martin va néixer a Portland, Maine, en 1947, la major de tres germans, filla de Sybil A. (cognom de soltera Manoogian) i John Papazian Martin. Els seus avis paterns eren immigrants armenis que es van mudar als Estats Units des de Turquia per fugir del genocidi armeni. Els seus avis materns eren armenis d'Erevan i Estambul. El seu pare tenia una botiga de comestibles, Martin's Foods.

## Carrera
Aviat després de graduar-se en el Emerson College, va aconseguir un paper en la companyia You're A Good Man, Charlie Brown. Després de freqüents visites a Toronto, es va mudar a Nova York de Toronto en 1970 i immediatament va trobar treball en televisió, cinema i teatre.
En 1972, va interpretar el paper de Robin en una producció a Toronto de Godspell, amb una companyia que incloïa a les futures estrelles Gilda Radner, Martin Short, Eugene Levy, Victor Garber, i el director musical Paul Shaffer. Dos de les seves aparicions al cinema van ser en la pel·lícula de 1973 Cannibal Girls pel qual va guanyar el Premi a la millor actriu al VI Festival Internacional de Cinema Fantàstic i de Terror de Sitges, i, en 1974, com la noia de germanor Phyllis a Black Christmas, una pel·lícula slasher canadenca..
En 1976, es va unir als llavors desconeguts John Candy, Dave Thomas, Eugene Levy, Catherine O'Hara, Harold Ramis i Joe Flaherty en el comèdia de sketch canadenca, SCTV, la qual estava localitzada en la fictícia estació de televisió "Second City Television", o SCTV, en Melonville. Martin va interpretar a la mánager de l'estació vestida d'estampat de lleopard Edith Prickley, els negocis del qual amb el personal, inclosos el president/amo Guy Caballero, el despistat locutor Earl Camembert, i l'actor fracassat Johnny LaRue, van ajudar a proporcionar molt d'humor a la sèrie. Les seves altres memorables caracteritzacions inclouen a la sexòloga reprimida Dr. Cheryl Kinsey, a la guru d'acte-afirmació insegura Libby Wolfson, a la portera de llengua viperina Prini Scleroso, a l'animadora per a nens sords Sra. Falbo, a la curiosa texana Edna Boil, i a la reina de la discoteca vestida amb vaquers impossiblement atapeïts Melba. El seu talent per a les imitacions va ser la clau per a les seves moltes interpretacions humorístiques de personatges com Barbra Streisand, Ethel Minven, Arlene Francis, Pauline Kael, Sally Field, Sophia Loren, Beverly Sills, Lynn Redgrave, Linda Lavin, Bernadette Peters, Lliça Minnelli, Connie Francis, Mare Teresa, Joni Mitchell, Alice B. Toklas, Patti Smith, Brenda Vaccaro i Indira Gandhi. En 1981, Martin va ser nominada al Emmy per Millor Actriu de Repartiment en un Espectacles de Varietats pel seu treball en SCTV.
El seu treball teatral en la dècada dels 70 eventualment incloïen comèdies improvisades amb la tropa de The Second City, un grup que va produir gairebé a l'elenc sencer de SCTV. En 1992, va fer el seu debut en Broadway en el musical My Favorite Year, pel qual va guanyar el Premi Tony, el Premi Theatre World, i el Premi Drama Desk per Millor Actriu en un Musical. Entre els seus addicionals crèdits de Broadway s'inclouen Candide (1997) i Oklahoma! (2002), i l'estrena a Broadway de Young Frankenstein (2007), i tot això li va aconseguir nominacions als Premis Tony en la categoria de Millor Actriu en un Musical.
Martin va protagonitzar al costat de Geoffrey Rush i Susan Sarandon en la reposició a Broadway de Le Roi es meurt. Per la seva interpretació com Juliette, va ser nominada per a un Drama Desk i un Premi Outer Critics Circle. Va escriure i va interpretar en el xou aclamat per la crítica Nude, Nude, Totally Nude a Los Angeles i a Nova York, rebent un Premi Drama Desk en 1996 per Millor Xou d'Una Persona.
Altres crèdits de teatre són La rosa tatuada i Bettys Summer Vacaction, pel que va guanyar el Premi Elliot Norton per Millor Actriu, tots dos produïts al Teatre The Huntington a Boston. Durant l'hivern de 2012-2013, va interpretar a Berthe, l'àvia de Pippin, en la producció del Teatre American Repertory de Pippin a Cambridge, Massachusetts, cantant la cançó clàssica "No Time At All". Per Pippin Martin va guanyar el Premi Drama Desk per Millor Actriu en un Musical, el Premi Outer Critics Circle per Millor Actriu en un Musical i el Premi Tony a la millor actriu de repartiment en un musical. L'última aparició de Martin com Berthe en la producció de Broadway de Pippin va ser el 22 de setembre de 2013. Va aparèixer a Broadway en la nova obra escrita i dirigida per James Lapine, Act One, per la que va rebre el Premi Outer Critics Circle.
Martin ha interpretat a Wanda la fada de Paraula en nombrosos segments de Barri Sèsam. Ella també ha aparegut a Kate & Allie com la productora executiva d'una cadena de televisió per cable amb baix pressupost, la qual va tenir el seu spin-off en la sèrie de CBS, "Roxie". Els fans de Star Trek pot ser que la reconeguin com una de les actrius que va interpretar a la mare de la iconoclasta Ishka Quark a Star Trek: Deep Space Nine. Per al seu paper, havia d'aparentar ser una dona anciana encara que en realitat Martin tenia tan sols tres anys més que Armin Shimerman, qui interpretava a Quark.
Va guanyar dos Premis Emmy per Millor Guió en un Programa de Varietats o Musical en 1982 i 1983. Ha treballat com a actriu de doblatge en cinema i sèries de televisió com ara Anastasia, The Adventures of Jimmy Neutron: Boy Genius, The Grim Adventures of Billy & Mandy, Rugrats com la Tia Miriam, The Secret of NIMH 2: Timmy to the Rescue com Muriel - la dona de Floyd, Els Simpson (com la mare d'Apu), Recess com Lunchlady Harriet, la versió de 1999 del xou de Woody Woodpecker, Earthworm Jim, Kim Possible, The Buzz On Maggie, Bob Esponja, i Brother Bear 2 2. També ha aparegut en l'adaptació televisiva de 1993 de Gypsy protagonitzada per Bette Midler.
En 1997, Martin va protagonitzar en la sèrie de televisió Life... and Stuff. Entre alguns dels seus crèdits darrers ha estat My Big Fat Greek Wedding, en el qual va interpretar a la Tia Voula, un paper que ella va tornar a interpretar en l'adaptació a la pantalla petita. En 2006, va interpretar un paper important en el remake de Black Christmas..
va recórrer el Canadà i els Estats Units amb el seu xou, "Andrea Martin: Final Days, Everything Must Go!" amb el seu director musical Seth Rudetsky.

## Vida personal
Té dos fills, Jack (nascut ca. 1981) i Joe (nascut en 1983), amb el seu marit anterior Bob Dolman, un guionista. A través d'aquest matrimoni, va ser cunyada de l'actriu Nancy Dolman i del seu marit Martin Short.
A través del seu èxit en la televisió i el teatre canadenc i pels seus vincles familiars amb el Canadà, es pot assumir que ella és canadenc, però Martin té la ciutadania estatunidenca. Els seus dos fills tenen la doble nacionalitat canadenca-estatunidenc a causa de la nacionalitat canadenca del seu pare.

## Filmografia

### Cinema
| Any  | Títol                                     | Paper                         | Notes             |
| ---- | ----------------------------------------- | ----------------------------- | ----------------- |
| 1971 | Foxy Lady                                 | Girl Next Door                |                   |
| 1973 | Cannibal Girls                            | Gloria Wellaby                |                   |
| 1974 | Black Christmas                           | Phyllis "Phyl" Carlson        |                   |
| 1980 | Wholly Moses!                             | Zipporah                      |                   |
| 1982 | Soup for One                              | Concord Seductress            |                   |
| 1986 | Club Paradise                             | Linda White                   |                   |
| 1987 | Innerspace                                | Waiting Room Patient          |                   |
| 1988 | Martha, Ruth and Edie                     | Ruth                          |                   |
| 1988 | Kid Safe: The Video                       | Kathy Tudor                   | Educational video |
| 1989 | Rude Awakening                            | April Stool                   |                   |
| 1989 | Worth Winning                             | Claire Broudy                 |                   |
| 1990 | Too Much Sun                              | Bitsy                         |                   |
| 1991 | Stepping Out                              | Dorothy                       |                   |
| 1991 | All I Want for Christmas                  | Olivia                        |                   |
| 1991 | Ted & Venus                               | Bag Lady                      |                   |
| 1992 | Itsy Bitsy Spider                         | Music Teacher (veu)           | Curt              |
| 1992 | The Trial of Red Riding Hood              | Grandma                       | Direct-to-video   |
| 1996 | Bogus                                     | Penny                         |                   |
| 1997 | Anastasia                                 | Phlegmenkoff, Old Woman (veu) |                   |
| 1997 | Wag the Dog                               | Liz Butsky                    |                   |
| 1998 | Rugrats (The Rugrats Movie)               | Aunt Miriam Pickles (veu)     |                   |
| 1998 | The Secret of NIMH 2: Timmy to the Rescue | Muriel (veu)                  | Direct-to-video   |
| 1999 | Bartok the Magnificent                    | Baba Yaga (veu)               | Direct-to-video   |
| 2000 | Believe                                   | Muriel Twyman                 |                   |
| 2000 | Loser                                     | Professor                     |                   |
| 2001 | Hedwig and the Angry Inch                 | Phyllis Stein                 |                   |
| 2001 | Recess: School's Out                      | Lunchlady Harriet (veu)       |                   |
| 2001 | All Over the Guy                          | Dr. Ellen Wyckoff             |                   |
| 2001 | Jimmy Neutron: Boy Genius                 | Ms. Fowl (veu)                |                   |
| 2002 | My Big Fat Greek Wedding                  | Aunt Voula                    |                   |
| 2004 | New York Minute                           | Senator Anne Lipton           |                   |
| 2005 | The Producers                             | Kiss Me-Feel Me               |                   |
| 2006 | The TV Set                                | Becky                         |                   |
| 2006 | Brother Bear 2                            | Anda (veu)                    | Direct-to-video   |
| 2006 | How to Eat Fried Worms                    | Mrs. Bommley                  |                   |
| 2006 | Young Triffie                             | Mrs. Grace Melrose            |                   |
| 2006 | Black Christmas                           | Barbara 'Ms. Mac' MacHenry    |                   |
| 2007 | Barbie as the Island Princess             | Queen Ariana (veu)            | Direct-to-video   |
| 2008 | The Toe Tactic                            | Honey (veu)                   |                   |
| 2009 | Breaking Upwards                          | Helaine                       |                   |
| 2012 | BuzzKill                                  | Lil Albright (veu)            |                   |
| 2012 | Girl Most Likely                          | Stage Zelda                   |                   |
| 2012 | Delivering the Goods                      | Anna                          |                   |
| 2014 | Night at the Museum: Secret of the Tomb   | Rose (Archivist)              |                   |
| 2016 | My Big Fat Greek Wedding 2                | Aunt Voula                    |                   |
| 2016 | Tom and Jerry: Back to Oz                 | The Hungry Tiger (veu)        | Direct-to-video   |
| 2017 | They Shall Not Perish                     | Baidzar Bakalian              |                   |
| 2018 | Diane                                     | Bobbie                        |                   |
| 2018 | Little Italy                              | Franca                        |                   |

### Televisió
| Any       | Títol                                             | Paper                             | Notes                                             |
| --------- | ------------------------------------------------- | --------------------------------- | ------------------------------------------------- |
| 1971      | The Hart and Lorne Terrific Hour                  | Baffin Islander, Anthem Singer #2 | Episodi datat September 18                        |
| 1975      | King of Kensington                                | Wilma Willoughby                  | Episodi: "The Joy of Kensington"                  |
| 1976      | The Sunshine Hour                                 | Regular                           |                                                   |
| 1976      | The Rimshots                                      |                                   | Telefilm                                          |
| 1976–1977 | The David Steinberg Show                          | Julie Liverfoot                   | 3 episodis                                        |
| 1976–1984 | Second City Television                            | Various                           | Paper principal                                   |
| 1981      | Titans                                            | George Sand                       | Episodi: "George Sand"                            |
| 1986      | Kate & Allie                                      | Eddie Gordon                      | 2 episodis                                        |
| 1987      | Roxie                                             | Roxie Brinkerhoff                 | 6 episodis                                        |
| 1987–2009 | Sesame Street                                     | Wanda Falbo, Various              | 8 episodis                                        |
| 1988      | The Elephant Show                                 | Ella mateixa                      | Episodi: "Unicef"                                 |
| 1988      | Poison                                            | Melissa                           |                                                   |
| 1988      | The Completely Mental Misadventures of Ed Grimley | Deidre Freebus (veu)              | Paper principal                                   |
| 1989      | The Tracey Ullman Show                            | Therapy Patient                   | Episodi #3.20                                     |
| 1991      | The Carol Burnett Show                            | Skit characters                   |                                                   |
| 1992      | Camp Candy                                        | veus addicionals                  | Episodi: "When It Rains... It Snows"              |
| 1992      | Maniac Mansion                                    | Dr. Fontana Blue (veu)            | Episodi: "Idella's Breakdown"                     |
| 1992      | Darkwing Duck                                     | Splatter Phoenix (veu)            | Episodi: "Paint Misbehavin'"                      |
| 1992      | Goof Troop                                        | Mrs. Willoughby (veu)             | Episodi: "Goofin' Up the Social Ladder"           |
| 1992      | Frosty Returns                                    | Miss Carbuncle (veu)              | Especial per televisió                            |
| 1992      | Boris and Natasha: The Movie                      | Toots                             | Telefilm                                          |
| 1992–2002 | Rugrats                                           | Aunt Miriam Pickles (veu)         | 7 episodis                                        |
| 1992–1995 | Bobby's World                                     | Nafoodjia/Constance (veu)         | 3 episodis                                        |
| 1994      | Aaahh!!! Real Monsters                            | Gromble's Mom (veu)               | "Mother, May I"                                   |
| 1994      | The Martin Short Show                             | Alice Manoogan                    | 3 episodis                                        |
| 1994      | Batman: The Animated Series                       | Mighty Mom/Lisa Lorraine (veu)    | Episodi: "Make 'Em Laugh"                         |
| 1994      | Duckman                                           | Madame Rosebud (veu)              | Episodi: "A Civil War"                            |
| 1995      | Star Trek: Deep Space Nine                        | Ishka                             | Episodi: "Family Business"                        |
| 1995–1996 | Earthworm Jim                                     | Queen Slug-For-A-Butt (veu)       | 11 episodis                                       |
| 1996      | Duckman                                           | Mayor Gallagher (veu)             | Episodi: "The Longest Weekend"                    |
| 1996      | Freakazoid!                                       | Veïna (veu)                       | Episodi: "Statuesque"                             |
| 1997      | Life... and Stuff                                 | Christine                         | Episodi: "Life... and Fisticuffs"                 |
| 1997      | Recess                                            | Lunchlady Harriet (veu)           |                                                   |
| 1997      | Meego                                             | Connie                            | Episodi: "The Truth About Cars and Dogs"          |
| 1997      | The Simpsons                                      | Mrs. Nahasapeemapetilon (veu)     | Episodi: "The Two Mrs. Nahasapeemapetilons"       |
| 1998      | Damon                                             | Carol Czynencko                   | 7 episodis                                        |
| 1998      | The Lionhearts                                    | veus addicionals                  | Episodi: "But Some of My Best Friends Are Clowns" |
| 1998      | CatDog                                            | Talluhla, Indian (veu)            | Episodi: "All About Cat/Trespassing"              |
| 1998      | The Wild Thornberrys                              | Mother Condor (veu)               | Episodi: "Flight of the Donnie"                   |
| 1998      | Pinky, Elmyra & the Brain                         | Ms. Entebee (veu)                 | 3 episodis                                        |
| 1998–1999 | Hercules                                          | veus addicionals                  | 5 episodis                                        |
| 1998–2000 | Superman: The Animated Series                     | Mad Harriet (veu)                 | 4 episodis                                        |
| 1999      | Timon & Pumbaa                                    | Queen Bee (veu)                   | Episodi: "To Be Bee or Not to Be Bee"             |
| 1999      | The Outer Limits                                  | Lil Vaughn                        | Episodi: "Joyride"                                |
| 1999      | The Norm Show                                     | Millie                            | Episodi: "Norm vs. Death"                         |
| 1999–2000 | George and Martha                                 | Martha (veu)                      | 26 episodis                                       |
| 1999–2002 | The New Woody Woodpecker Show                     | Ms. Meany (veu)                   | Paper principal                                   |
| 2001      | Committed                                         | Frances Wilder (veu)              | 2 episodis                                        |
| 2001      | DAG                                               | Betty Winn                        | Episodi: "Basketball Jones"                       |
| 2001      | Primetime Glick                                   | Anne Heche                        | 2 episodis                                        |
| 2002      | Just for Laughs                                   | Edith Prickley                    |                                                   |
| 2002      | Ed                                                | Kaye Pazzuti                      | Episodi: "Two Days of Freedom"                    |
| 2002      | Crossing Jordan                                   | Nora Kaminski                     | Episodi: "Miracles & Wonders"                     |
| 2002–2006 | The Adventures of Jimmy Neutron: Boy Genius       | Ms. Winfred Fowl (veu)            | Paper principal                                   |
| 2003      | My Big Fat Greek Life                             | Voula                             | 7 episodis                                        |
| 2003      | Ozzy & Drix                                       | Aunti Histamine (veu)             | Episodi: "Aunti Histamine"                        |
| 2003–2007 | Kim Possible                                      | Mrs. Stoppable (veu)              | Recurring role                                    |
| 2005      | Chilly Beach                                      | Lucretia Marinara (veu)           | Episodi: "You've Got Meat"                        |
| 2005      | Hope & Faith                                      | Madame Elizabeth                  | Episodi: "Season Finale"                          |
| 2006      | Kitchen Confidential                              | Margie                            | Episodi: "The Robbery"                            |
| 2006      | Cracking Up                                       | Carol Baxter                      | Episodi: "The Fixer"                              |
| 2006      | The Grim Adventures of Billy & Mandy              | Monster Wife (veu)                | Episodi: "Be A-Fred, Be Very A-Fred"              |
| 2007      | St. Urbain's Horseman                             | Sarah Hersh                       | Episodi: "Part 1 & 2"                             |
| 2007      | Insatiable                                        |                                   |                                                   |
| 2007      | SpongeBob SquarePants                             | Miss Gristlepuss (veu)            | Episodi: "Banned in Bikini Bottom"                |
| 2009      | Nurse Jackie                                      | Mrs. Greenfield                   | Episodi: "Pupil"                                  |
| 2010      | Little Mosque on the Prairie                      | Dr. Lois Kettlebaum               | Episodi: "The Letter"                             |
| 2010      | Dino Dan                                          | Mrs. Hahn                         | 3 episodis                                        |
| 2010–2011 | The Cat in the Hat Knows a Lot About That!        | Various                           | 3 episodis                                        |
| 2012      | 30 Rock                                           | Bonnie                            | Episodi: "My Whole Life Is Thunder"               |
| 2012–2013 | Fugget About It                                   | The Virgin Mary (veu)             | 3 episodis                                        |
| 2013      | Crash & Bernstein                                 | Mother Green                      | Episodi: "Crash on the Run" Pt. 2                 |
| 2014      | Working the Engels                                | Ceil Engel                        | 12 episodis                                       |
| 2014      | American Dad!                                     | Sri Lankan Worker (veu)           | Episodi: "Now and Gwen"                           |
| 2015      | The Jack and Triumph Show                         | Elena Ekalakavarakova             | Episodi: "The Commercial"                         |
| 2015      | Modern Family                                     | Fig Wilson                        | Episodi: "White Christmas"                        |
| 2015–2017 | Difficult People                                  | Marilyn Kessler                   | 26 episodis                                       |
| 2016      | Hairspray Live!                                   | Prudy Pingleton                   | Especial per televisió                            |
| 2017      | Unbreakable Kimmy Schmidt                         | Linda P.                          | Episodi: "Kimmy Googles the Internet!"            |
| 2017–2018 | Great News                                        | Carol Wendelson                   | Paper principal                                   |
| 2017–2019 | The Good Fight                                    | Francesa Lovatelli                | 5 episodis                                        |
| 2019      | Will & Grace                                      | Zusanna Zoggin                    | Episodi: "The Pursuit of Happiness"               |
| 2019      | Elena of Avalor                                   | Queen Abigail (veu)               | 2 episodis                                        |
| 2019–2021 | Mickey and the Roadster Racers                    | Mrs. Bigby (veu)                  | 5 episodis                                        |
| 2021      | Evil                                              | Sister Andrea                     | Temporada 2                                       |
| 2021      | Harlem                                            | Robin Goodman                     | Recurrent                                         |

## Premis i nominacions

### Cinema i TV
| Any  | Premi                                                     | Categoria                                                             | Treball                  | Resultat  |
| ---- | --------------------------------------------------------- | --------------------------------------------------------------------- | ------------------------ | --------- |
| 1973 | VI Festival Internacional de Cinema Fantàstic i de Terror | Millor actriu                                                         | Cannibal Girls           | Guanyador |
| 1982 | Primetime Emmy Award                                      | Millor actriu secundària en una sèrie de comèdia o varietat o musical | Second City Television   | Nominat   |
| 1982 | Primetime Emmy Award                                      | Escriptura destacada per a una sèrie de varietats                     | Second City Television   | Guanyador |
| 1982 | Primetime Emmy Award                                      | Escriptura destacada per a una sèrie de varietats                     | Second City Television   | Nominat   |
| 1982 | Primetime Emmy Award                                      | Escriptura destacada per a una sèrie de varietats                     | Second City Television   | Nominat   |
| 1982 | Primetime Emmy Award                                      | Escriptura destacada per a una sèrie de varietats                     | Second City Television   | Nominat   |
| 1983 | Primetime Emmy Award                                      | Escriptura destacada per una sèrie de varietats                       | Second City Television   | Guanyador |
| 1983 | Primetime Emmy Award                                      | Escriptura destacada per una sèrie de varietats                       | Second City Television   | Nominat   |
| 1983 | Primetime Emmy Award                                      | Escriptura destacada per una sèrie de varietats                       | Second City Television   | Nominat   |
| 1983 | Primetime Emmy Award                                      | Escriptura destacada per una sèrie de varietats                       | Second City Television   | Nominat   |
| 1983 | Primetime Emmy Award                                      | Escriptura destacada per una sèrie de varietats                       | Second City Television   | Nominat   |
| 2003 | Screen Actors Guild Award                                 | Millor interpretació de l'elenc d'una pel·lícula teatral              | My Big Fat Greek Wedding | Nominat   |
| 2022 | Critics' Choice Television Awards                         | Millor actriu secundària en una sèrie dramàtica                       | Evil                     | Nominat   |

### Teatre
| Any  | Premi                                  | Categoria                                     | Obra                    | Resultat  |
| ---- | -------------------------------------- | --------------------------------------------- | ----------------------- | --------- |
| 1993 | Premi Tony                             | Millor actriu destacada en un musical         | My Favorite Year        | Guanyador |
| 1993 | Premi Drama Desk                       | Millor actriu destacada en un musical         | My Favorite Year        | Guanyador |
| 1993 | Theatre World Award                    | Theatre World Award                           | My Favorite Year        | Honoree   |
| 1996 | Drama Desk Award                       | Millor interpretació en solitari              | Nude Nude Totally Nude  | Nominat   |
| 1997 | Premi Tony                             | Millor actriu destacada en un musical         | Candide                 | Nominat   |
| 1997 | Drama Desk Award                       | Millor actriu destacada en un musical         | Candide                 | Nominat   |
| 2002 | Premi Tony                             | Millor actriu destacada en un musical         | Oklahoma!               | Nominat   |
| 2002 | Drama Desk Award                       | Millor actriu destacada en un musical         | Oklahoma!               | Nominat   |
| 2002 | Outer Critics Circle Award             | Millor actriu destacada en un musical         | Oklahoma!               | Nominat   |
| 2002 | Elliot Norton Award                    | Actriu destacada, gran companyia              | Betty's Summer Vacation | Guanyador |
| 2008 | Premi Tony                             | Millor actriu destacada en un musical         | Young Frankenstein      | Nominat   |
| 2008 | Drama Desk Award                       | Millor actriu destacada en un musical         | Young Frankenstein      | Nominat   |
| 2009 | Drama Desk Award                       | Millor actriu destacada en una obra de teatre | Exit the King           | Nominat   |
| 2009 | Outer Critics Circle Award             | Millor actriu destacada en una obra de teatre | Exit the King           | Nominat   |
| 2013 | Premi Tony                             | Millor actriu destacada en un musical         | Pippin                  | Guanyador |
| 2013 | Drama Desk Award                       | Millor actriu destacada en un musical         | Pippin                  | Guanyador |
| 2013 | Drama League Award                     | Actaució distingida                           | Pippin                  | Nominat   |
| 2013 | Outer Critics Circle Award             | Millor actriu destacada en un musical         | Pippin                  | Guanyador |
| 2013 | Astaire Award                          | Millor ballarina en un espectacle de Broadway | Pippin                  | Nominat   |
| 2013 | Elliot Norton Award                    | Millor actuació musical d'una actriu          | Pippin                  | Guanyador |
| 2014 | IRNE Award                             | Millor actriu secundària en un musical        | Pippin                  | Guanyador |
| 2014 | Los Angeles Drama Critics Circle Award | Actuació destacada                            | Pippin                  | Nominat   |
| 2014 | Outer Critics Circle Award             | Millor actriu destacada en una obra de teatre | Act One                 | Guanyador |
| 2016 | Premi Tony                             | Millor actriu destacada en una obra de teatre | Noises Off              | Nominat   |